# Europäische Gefahrenskala für Lawinen

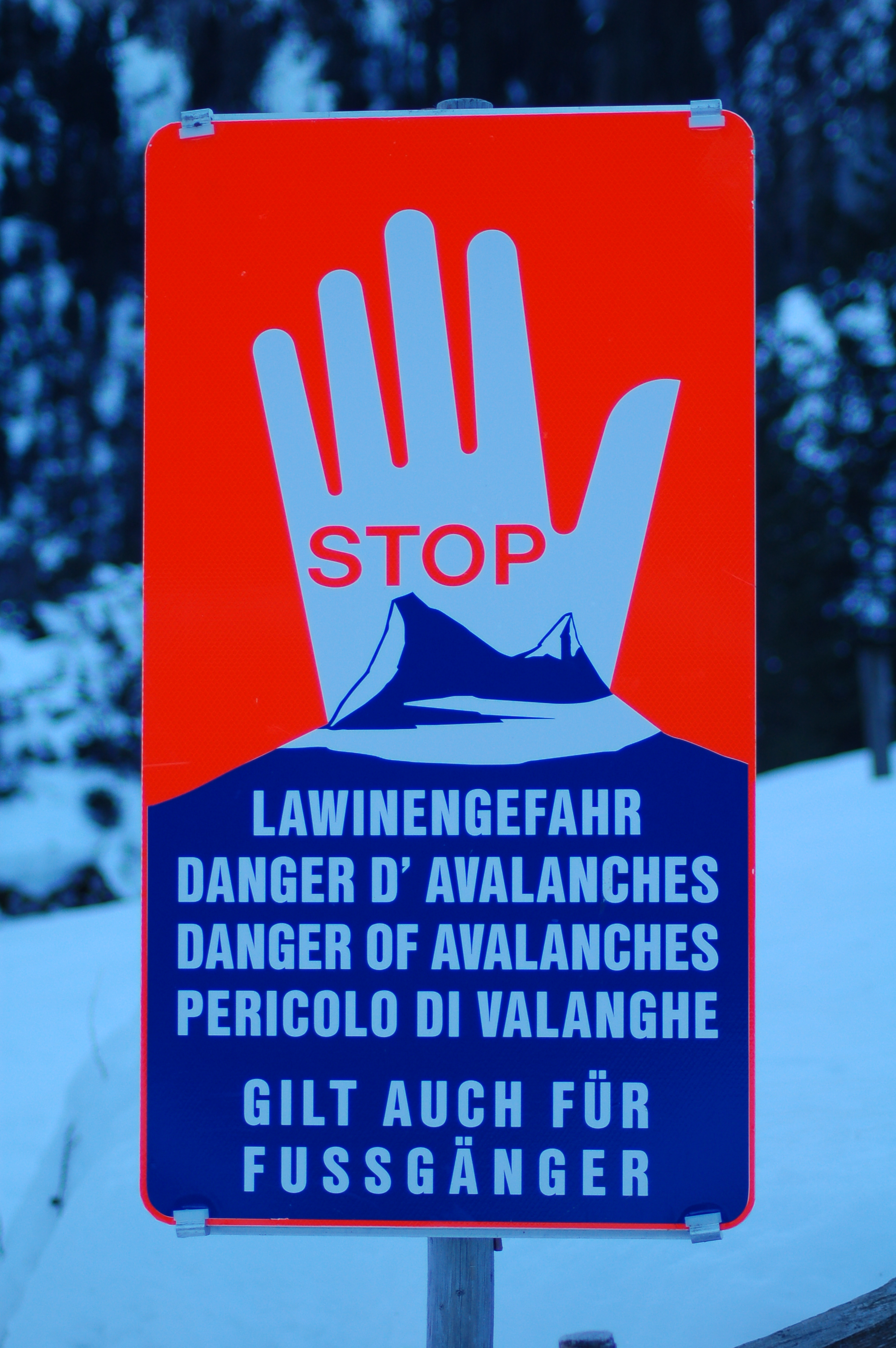
Lawinengefahrwarnschild in Österreich

Die Europäische Gefahrenskala für Lawinen ist eine seit 1993 in Europa geltende Bewertungsskala für die Einschätzung der Lawinengefahr in den Bergen. Sie besteht aus fünf Stufen mit klar definierten und vereinheitlichten Begriffen in verschiedenen Sprachen.
Es gibt keine Gefahrenstufe, bei der absolut keine Lawinengefahr besteht. Mit zunehmender Lawinengefahr ist eine größere Erfahrung in der Beurteilung des Geländes, der Schneeverhältnisse und anderer Faktoren notwendig, um das Risiko auf einem vertretbaren Niveau zu halten.
Diese Gefahrenskala richtet sich hauptsächlich an die Wintersportler, die abseits von gesicherten Skipisten unterwegs sind. Behörden richten sich nach diesen Warnstufen, um gegebenenfalls Ortsteile, Straßen oder Bahnlinien zu evakuieren bzw. zu sperren. Die Betreiber von Wintersportanlagen müssen aufgrund der Gefahrenstufe Skipisten sperren oder auf eine andere Weise die Sicherheit der Wintersportler gewährleisten.

## Gefahrenskala
Die Gefahreneinschätzung von Lawinenabgängen wird in der Europäischen Gefahrenskala folgendermaßen klassifiziert:
| Gefahrenstufe | Icon | Beschreibung |
| ------------- | ---- | --- |
| 1 (gering)    |      | Eine Lawinenauslösung ist nur bei großer Zusatzbelastung an sehr wenigen, extremen Steilhängen möglich. Spontan sind keine Lawinen (sog. Rutsche) zu erwarten. Allgemein sichere Verhältnisse. |
| 2 (mäßig)     |      | Eine Lawinenauslösung ist bei großer Zusatzbelastung vor allem an den angegebenen Steilhängen wahrscheinlich. Größere Lawinen sind nicht zu erwarten. Die Schneedecke ist allgemein gut verfestigt, außer an einigen Steilhängen. Vorsichtige Routenwahl bei den angegebenen Steilhängen und Hangexpositionen. |
| 3 (erheblich) |      | Eine Lawinenauslösung ist bereits bei geringer Zusatzbelastung vor allem an den angegebenen Steilhängen wahrscheinlich. Fallweise sind spontan einige mittlere, vereinzelt aber auch große Lawinen möglich. Die Schneedecke ist an vielen Steilhängen nur mäßig bis schwach verfestigt. Erfahrung in der Lawinenbeurteilung notwendig. Angegebene Steilhänge und Hangexpositionen möglichst meiden.                           |
| 4 (groß)      |      | Eine Lawinenauslösung ist bereits bei geringer Zusatzbelastung vor allem an den angegebenen Steilhängen wahrscheinlich. Fallweise sind spontan viele mittlere, mehrfach auch große Lawinen möglich. An vielen Steilhängen ist die Schneedecke nur schwach gefestigt. Bei der Routenwahl Beschränkung auf mäßig steiles Gelände sowie Beachtung der Lawinenauslaufgebiete. Viel Erfahrung in der Lawinenbeurteilung notwendig. |
| 5 (sehr groß) |      | Spontan sind zahlreiche große Lawinen, auch in mäßig steilem Gelände, zu erwarten. Die Schneedecke ist allgemein schwach verfestigt und instabil. Verzicht auf Touren ist empfohlen. |

### Definitionen
In Lawinenbulletins ist oft angegeben, für welche Hangausrichtung, Hangneigungen, Höhenstufen und Geländeformen welche Gefahrenstufe gilt (Beispiel: Gefahrenstufe 3 (erheblich) – für Nordhänge oberhalb von 2300 m).
Hangneigung:
- mäßig steil: bis 30°

- steil, Steilhänge: über 30°
- sehr steil: über 35°
- extrem steil: über 40°

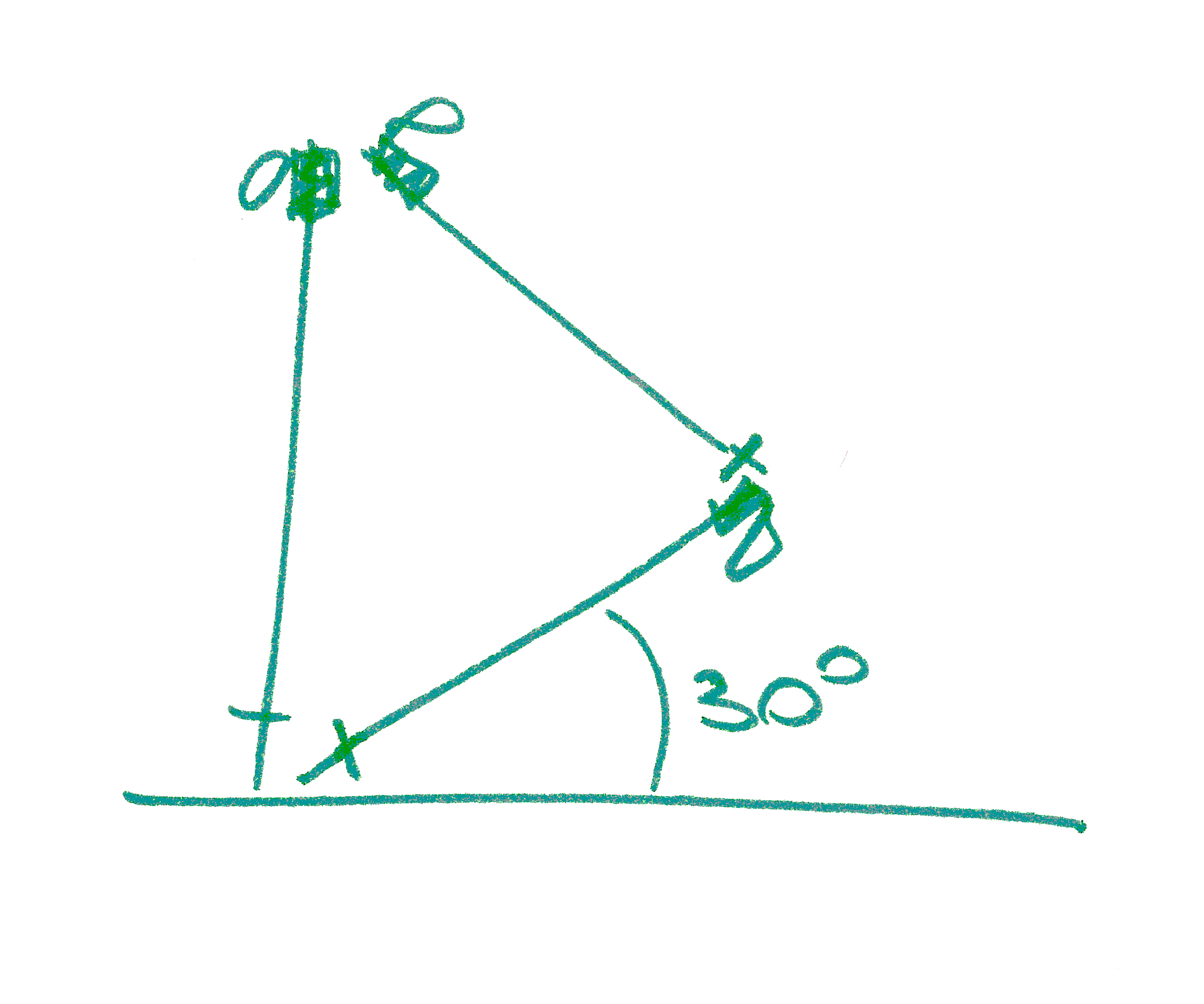
Mit drei gleich langen Skistöcken – einer davon senkrecht hängend – lässt sich ein 30° steiler Hang erkennen.

Die Hangneigung lässt sich mit verschiedenen Hilfsmitteln bestimmen. Dazu existieren kleine Maßstäbe im Kreditkartenformat, die man auf die Landkarte legen kann. Ein bestimmter Abstand zwischen zwei Höhenlinien entspricht dann einer bestimmten Hangneigung. Im Gelände lässt sich die Hangneigung mit einem Lot bestimmen, oder auch mit anderen Hilfsmitteln wie Skistöcken, mit denen ein gleichseitiges Dreieck nachgebildet wird. Auch Erfahrungswerte aus dem Sommer können hilfreich sein: Ein grasbewachsener Hang, der mit Felsen durchsetzt ist, ist in aller Regel steiler als 30°.
Zusatzbelastung:
- geringe Zusatzbelastung: zum Beispiel ein einzelner Skifahrer, Snowboarder oder Schneeschuhläufer

- große Zusatzbelastung: zum Beispiel eine Gruppe von Skifahrern ohne Sicherheitsabstände, ein Pistenfahrzeug oder eine Lawinensprengung[3]

## Lawinengefahr
Zu beachten ist, dass die Lawinengefahr exponential zunimmt: Die Spannbreite, die von der Stufe 3 (erheblich) abgedeckt wird, ist deutlich größer als jene der geringen Lawinengefahr. Gilt also in einem größeren Gebiet die Gefahrenstufe 1, sind auch die kleineren Teilgebiete davon sicher, während bei der Stufe 3 die Lawinengefahr ständig und kleinräumig (etwa 20 m mal 20 m) neu beurteilt werden muss. Ist bei Gefahrenstufe 3 ein mäßig steiles Gelände noch mit einem vertretbaren Risiko zu befahren, kann bei der gleichen Gefahrenstufe ein Steilhang lebensgefährlich sein.
Die oft ausgerufene Stufe 3 führt regelmäßig zu Diskussion bei Experten, da bei dieser Stufe die meisten Lawinenunfälle geschehen. Viele Personen würden das System mit Schulnoten vergleichen oder erheblich nicht richtig einschätzen.
Für die Wintersaison 2022/2023 entschied das WSL-Institut für Schnee- und Lawinenforschung SLF im Alleingang, die Gefahrenskala zu unterteilen: Für die Gefahrenstufen 2–5 werden jeweils die drei Zwischenstufen − , = , + eingeführt. Diese geben an, ob die Gefahr eher im unteren Bereich (−), etwa in der Mitte (=) oder eher im oberen Bereich (+) der Gefahrenstufe liegt.

## Historische Entwicklung
Seit 1983 arbeiten die europäischen Lawinenwarndienste in der Arbeitsgruppe European Avalanche Warning Services zusammen, die sich alle eins bis drei Jahre trifft. Ziele sind Erfahrungsaustausch, Verbesserung der internationalen Zusammenarbeit und Standardisierung. Ein wichtiges Resultat war die Vereinheitlichung der Gefahrenstufen in den Lawinenlageberichten oder Lawinenbulletins.
Bis 1993 gab es in den Alpenländern unterschiedliche Gefahrenskalen: Frankreich und Italien hatten eine achtstufige, die Schweiz eine siebenstufige, Deutschland und Österreich eine sechsstufige Skala. Die nunmehr gültige einheitliche Gefahrenskala mit 5 Stufen definiert und vereinheitlicht die Begriffe in den einzelnen europäischen Sprachen.
Im Jahr 2003 wurden einige Begriffe neu definiert:
- Zusatzbelastungen (groß: u. a. Gruppe ohne Entlastungsabstände, Pistenraupe; Fußgänger, gering: u. a. einzelne Personen auf Ski oder Schneeschuhen)
- Hangneigung
- Lawinengrößen

EAWS-Matrix (Stand: 2022)

Diese im Jahr 2005 beschlossene Grundlage zur einheitlichen Festlegung der Gefahrenstufen in den Lawinenlageberichten wird als EAWS-Matrix (früher: Bayern-Matrix) bezeichnet. Nach der Definition einer gemeinsamen europäischen Gefahrenskala bleibt jedoch als wichtige Aufgabe, diese Gefahrenstufen auch möglichst einheitlich anzuwenden.
Im Juni 2022 wurde auf der EAWS Hauptversammlung die neue EAWS Matrix vorgestellt, diese ist angepasst an die einheitliche Klassifizierung der Schneedeckenstabilität.